# 高雄市立林園高級中學
高雄市立林園高級中學，（英語：Kaohsiung Municipal Lin Yuan Senior High School，LYHS），該校創立于1935年，名為高雄州林園庄立林園農業專修學校，簡稱林農專、林園中學、林中，畢業證書上簡稱高市林高。位於高雄市林園區的一所市立完全中學。校區位於林園北路，鄰近清水巖風景區、林園夜市、林園工業區。

## 學校歷史

### 日治時期

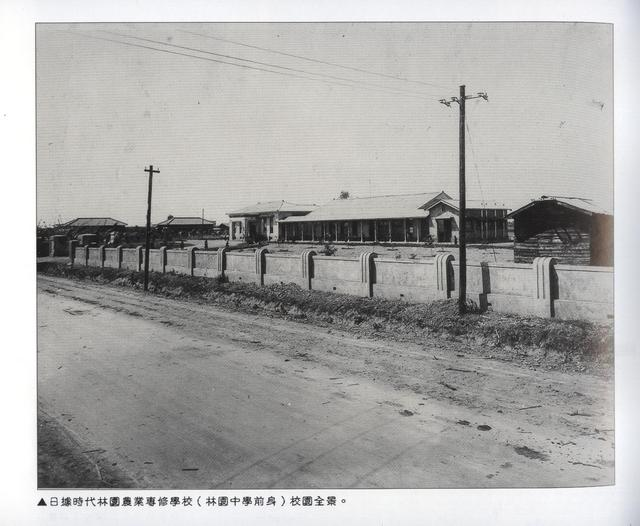
日治時期校門一景

高雄市立林園高級中學創立于昭和10年(1935年)，當時為台灣日治時期因應經濟需求，培育大量農業人才，設立「林園庄立林園農業專修學校」，而暫借「林園公學校」（今林園國小）校地為臨時校舍，直至昭和15年（1940年）校舍完成竣工以遷至現址。
日治時期台灣總督府在台實施六年國民義務教育，但普遍台人經濟貧困，且教育尚未普及，欲入學並經由考試才能入學，以致於同學之間年齡相距甚遠。當時校長為日本中央直接委派下來之友松三一，學生約六十餘人，全校五至六位日籍教師。課程以上、下午分開，其課程種類並不相同。上午主要學習國語（日本語）、數學、歷史等普通學科；下午則是農業、畜牧兩大類農業學科，農業課時，由老師帶領學生到學校農田裡教導如何插秧、除草、收割……等各種農業技能。另一種課程，畜牧，則是養雞、鴨、牛、豬、馬等，而教法為每班負責一種動物，一星期輪換一次，各種動物飼育均要通過才可畢業。另設有國技劍道與相撲等體育課程。

### 戰後時期
戰後初期，高雄地區的職業學校鮮少，職業學校只有高雄商業職業學校（今高雄高商）、高雄工業職業學校（今高雄高工）、高雄女子初級商業學校（今新興高中）、岡山農業國民學校（今岡山農工）以及旗山實踐農民學校（今旗山農工）。又因分部鳳山園藝專修學校（今鳳山高中）已改制為初級中學。所以若是該校區並無設立職業學校，就只能千里迢迢至林園上課。
現今學校雖以1996年為首屆高中部計算屆數，事實上1955年至1968年之間曾也招收高中部，這段期間，辦學而言，公立中等學校較職業學校為容易，原因在於職業學校的硬體設備比起中等學校有更多關於機器方面的問題，而會選擇官校就讀的人又以外省人的孩子居多，再者，當時的中等學校鮮為罕見，附近的公立中等學校大概只有高雄中學、高雄水產職業學校、省立鳳山中學等。因此，就讀林園中學的人來自四面八方，常搭乘高雄客運通勤，若有學生住家較為偏遠，如左營、楠梓等，通勤時間較長則不需參加升旗典禮。學校依據當時的狀況，而進行常態編班或是能力編班，關於招生活動，經常配合林園警分局到舊高雄市做宣導，希望可以招納更多的新生。

## 沿革
- 1935年（昭和10年）4月1日建立「林園庄立林園農業專修學校」。
- 1938年（昭和13年）擴充學區，由大寮、林園及三（鳳山里三大聚落「上庄」、「中庄」與「下庄」）設立，且合併原設「鳳山園藝專修學校」（今鳳山高中）。
- 1940年（昭和15年）新校地完成竣工，教職員以及學生終能遷於現今校址上課、授課。
- 1945年（昭和20年）由於太平洋戰爭戰況吃緊，開始實施徵兵制，學生一度銳減，甚至徵招入神風特攻隊。同年7月14日中午盟軍空襲林園地區，部分校舍受到破壞（現已不存）。
- 1945年（民國34年）8月15日，日本向同盟國宣布投降，第二次世界大戰正式結束，該校改制為「林園初級農業職業學校」
- 1950年（民國39年）8月改制為「高雄縣立林園初級中學」。
- 1955年（民國44年）高中部開始招生，成為完全中學，改制為「高雄縣立林園中學」。
- 1956年（民國45年）8月於小港設立小港分部（今小港國中），借小港國民學校（今小港國小）五間教室上課。
- 1957年（民國46年）4月小港分部始租用台糖公司小港糖廠校地，興建教室五間，飯廳、廚房、廁所、浴室四棟，同年8月落成。同年秋季增招新生四班計學生一六九名，復增建臨時教室四間，9月初旬竣工，小港分部旋即遷至新建校舍上課。
- 1958年（民國47年）8月小港分部正式獨立設校，年初奉准，為「高雄縣立小港初級中學」。
- 1968年（民國57年）8月配合政府「省辦高中、縣辦國中」的政策，改制為「高雄縣立林園國民中學」，7班高中部完全移交省立鳳山高中接辦，且停止招收高中部學生。
- 1973年（民國62年）設立國民中學補習學校。
- 1988年（民國77年）8月於中芸設立中芸分部（今中芸國中），徵收之校地為汪洋一片，連接沙灘為漁塭養殖之鹽份土壤，填土造陸所創建，78年至79年之間，中芸分部師生寄讀本部力行樓。
- 1991年（民國80年）中芸分部正式獨立。
- 1996年（民國85年）8月重新招收高中部學生，改制為「高雄縣立林園中學」。
- 2001年（民國90年）2月改名為「高雄縣立林園高級中學」。
- 2010年（民國99年）12月25日因高雄縣市合併，改隸為「高雄市立林園高級中學」。
- 2011年（民國100年）獲教育部優質化高中。
- 2014年（民國103年）6月3日簽暑成立台灣中油股份有限公司石化事業部「產學合作石化專班」

## 學校象徵

### 校徽
| 林園高中現今校徽 | 林園高中早期校徽 | 林農專日治時期校徽 |
| ---------------- | ---------------- | ------------------ |
| 現今校徽         |                  | 日治時代校徽       |

### 歷任校長
| 任別     | 姓名     | 任期                   |
| -------- | -------- | ---------------------- |
| 第一任   | 友松三一 | 1945年12月前           |
| 第二任   | 柯世英   | 1945年12月－1948年2月  |
| 第三任   | 劉柏泉   | 1948年3月－1948年8月   |
| 第四任   | 黃桐樹   | 1948年9月－1949年2月   |
| 第五任   | 徐壽藏   | 1949年3月－1953年9月   |
| 第六任   | 吳建亞   | 1953年10月－1965年10月 |
| 第七任   | 蘇土用   | 1965年11月－1969年8月  |
| 第八任   | 趙奎     | 1969年9月－1975年7月   |
| 第九任   | 李湘濤   | 1975年8月－1977年7月   |
| 第十任   | 張光海   | 1977年8月－1982年7月   |
| 第十一任 | 長崔之安 | 1982年8月－1992年7月   |
| 第十二任 | 廖仁智   | 1992年8月－1996年6月   |
| 第十三任 | 黃隆正   | 1996年7月－2000年7月   |
| 第十四任 | 王黃隆   | 2000年8月－2006年7月   |
| 第十五任 | 尹鳳珠   | 2006年8月－2009年7月   |
| 第十六任 | 蘇恭敏   | 2009年8月－2012年7月   |
| 第十七任 | 莊訓當   | 2012年8月－2018年7月   |
| 第十八任 | 黃碧惠   | 2018年8月－2025年7月   |
| 第十九任 | 陳冠璋   | 2025年8月－至今        |

### 班級序（高中部）
有別於一般的數字編班，林園中學高中部成立之時，台灣社會依然普遍充斥著愛國精神、中华民族主义，故以儒家思想之「八德」順序做為編班的方式。順序為忠、孝、仁、愛、信、義。其中忠班為理組自強班，義班為體育班，2013年後，信班改為文組自強班。
2014年6月3日，與台灣中油股份有限公司 林園石化事業部產學合作，成立石化工業科學班，規劃設立在仁班。

## 外部連結
- 高雄市立林園高級中學
- 林中簡史
- 林中新舊校徽
- 林園高中歷任校長
- 林中校歌與樂譜
- 高雄市立林園高級中學圖書館
- 高雄市立林園高級中學facebook粉絲團[永久]